# 호세 아이젠버그
호세 아이젠버그(José Eisenberg, 1945년 8월 20일 ~ )는 아이젠버그의 브랜드 창립자이다. 아이젠버그는 럭셔리 스킨케어, 메이크업, 향수 화장품 브랜드이다.

## 유년기
호세 아이젠버그는 섬유 업자인 샐리 아이젠버그와 마르셀 아이젠버그의 외동 아들로 태어났다. 루마니아의 수도 부쿠레슈티에서 태어났으며, 당시는 시대의 정책에 따라 가산(家産)이 모두 압수된 전후 공산주의 시대였다. 그의 부모님은 그가 매우 어렸을 때부터 전통적 가치와 뛰어난 장인 정신, 프랑스에 대한 존경을 가르쳤다. 파리 소르본 대학에서 공부한 그의 아버지는 특히 프렌치 라이프 스타일에 대해 애착이 깊었으며 이 역시 그의 아들과 함께 공유했다. 또한 호세 아이젠버그는 삼촌 아우렐 아이젠버그에게도 매우 영향을 받았는데, 그는 프랑스 시민이면서 레지스탕스 운동에 가담한 사람으로 제 2차 세계 대전 당시, 파리 해방의 날에 점령군의 총에 맞아 죽었다. 이러한 삼촌의 이야기는 그의 성격에 큰 영향을 미친다.
호세 아이젠버그는 독학을 하였으며, 13살에 그는 학교를 떠나 신문 배달, 전단 붙이기, 잡일에 이르기까지 몇 가지 직업을 전전한다. 그는 후에 대학 입학 자격시험을 통과하였다.

## 커리어
21살 때, 호세 아이젠버그는 창조에 대한 열망을 안고 이탈리아 피렌체로 향한다.
그는 개인 디자인 스튜디오와 패션 공장을 설립하고, 유명 브랜드들을 위해 그의 가치관과 스타일을 녹여내는 옷을 만든다. 그는 유럽 패션 민주화의 선구자였고, 그가 경제에 끼친 영향과 고용 창출에 대한 막대한 공헌을 바탕으로 이탈리아는 1972년 그에게 명예 시민 타이틀을 수여했다.
30살이 되기 전, 이 열정적인 창조자는 또 다른 관심, 테크놀로지에 대한 열망으로 미국으로 건너간다. 그는 인공 지능 분야로 뛰어들었고, 보스턴에 “JE Contrex”라는 회사를 세웠다. MIT 출신의 과학자들을 채용하고 재정적으로 지원하며 프로젝트를 발전시켜나갔지만, 그 시대에는 기술적 한계에 도달한다. 하지만 호세 아이젠버그는 여기서 멈추지 않고 “E.D.S” (Eisenberg Data Systems)라는 PC를 만들어내는 두 번째 회사를 설립했다.

## 최상의 것에 대한 추구
1985년에 호세 아이젠버그는 그의 정체성과 가치를 녹여낼 수 있는 스킨케어 브랜드를 설립하기로 결심한다. 그는 일생일대에서 인공적이지 않는 순수한 아름다움을 일생일대 꿈꿔왔으며 그의 진실된 성격을 반영할 수 있는, 완벽한 제품을 만드는 브랜드를 만들기로 한다. 이에 호세 아이젠버그는 여성을 더욱 아름답게 할 수 있는 궁극의 포뮬라를 발견한다.
그는 13년간의 연구와 2년의 임상 테스트를 거쳐 트리오 멀레큘라 포뮬라(Trio-Molecular® Formula)를 개발한다. 트리오 멀레큘라 포뮬라는 서로 합쳐졌을 때 피부 손상을 개선하고 활력을 부여하며, 피부를 보호하는 자연에 존재하는 세 가지 분자를 말한다. 이 과학적인 발견은 아이젠버그의 초석이 되었으며 모든 스킨케어 제품들이 함유하고 있다.

## 아이젠버그
15년간의 연구와 테스트를 바탕으로 2000년, 호세 아이젠버그는 스킨케어, 메이크업, 향수 브랜드 아이젠버그를 설립한다.
사회의 니즈에 부합하기 위해 그는 끊임없이 신제품 개발에 힘쓰고 있으며 더 나은 스킨케어 제품을 개발하고 있다. 그는 브랜드 개발에 전적으로 헌신하는, 현존하는 뷰티 브랜드 창립자이다.
호세 아이젠버그는 뷰티 제품에 대한 이해가 깊으며, 아이젠버그는 경쟁이 심한 화장품 세계에서 성공을 거두며 글로벌 브랜드로 도약하고 있다.
그의 아들 에드몽 아이젠버그는 현재 이 가업에 참여하고 있으며 브랜드 개발 업무를 맡고 있다. 에드몽 역시 이 브랜드를 정의하는 완벽에 대한 장인 정신, 뷰티에 대한 사랑이라는 아버지의 가르침을 존중하고 있다.

## 개인 생활
호세 아이젠버그는 세 명의 자녀를 두고 있다: 1969년에 태어난 에리카는 심리학 의사이며 교수이다. 1989년에 태어난 에드몽은 뛰어난 피아니스트, 바이올리니스트이자 작곡가이며, 아이젠버그 브랜드의 전략 매니저이다. 1992년에 태어난 엘로디는 영국에서 정치학을 공부하고 있다.